# Шабаєво
Шаба́єво (рос. Шабаево, башк. Шабай) — присілок у складі Бураєвського району Башкортостану, Росія. Входить до складу Бураєвської сільської ради.
Населення — 273 особи (2010; 281 у 2002).
Національний склад:
- башкири — 92 %